# Aldeire
Aldeire è un comune spagnolo di 603 abitanti appartenente alla provincia di Granada, situata nella comunità autonoma dell'Andalusia.